# John William Harshberger

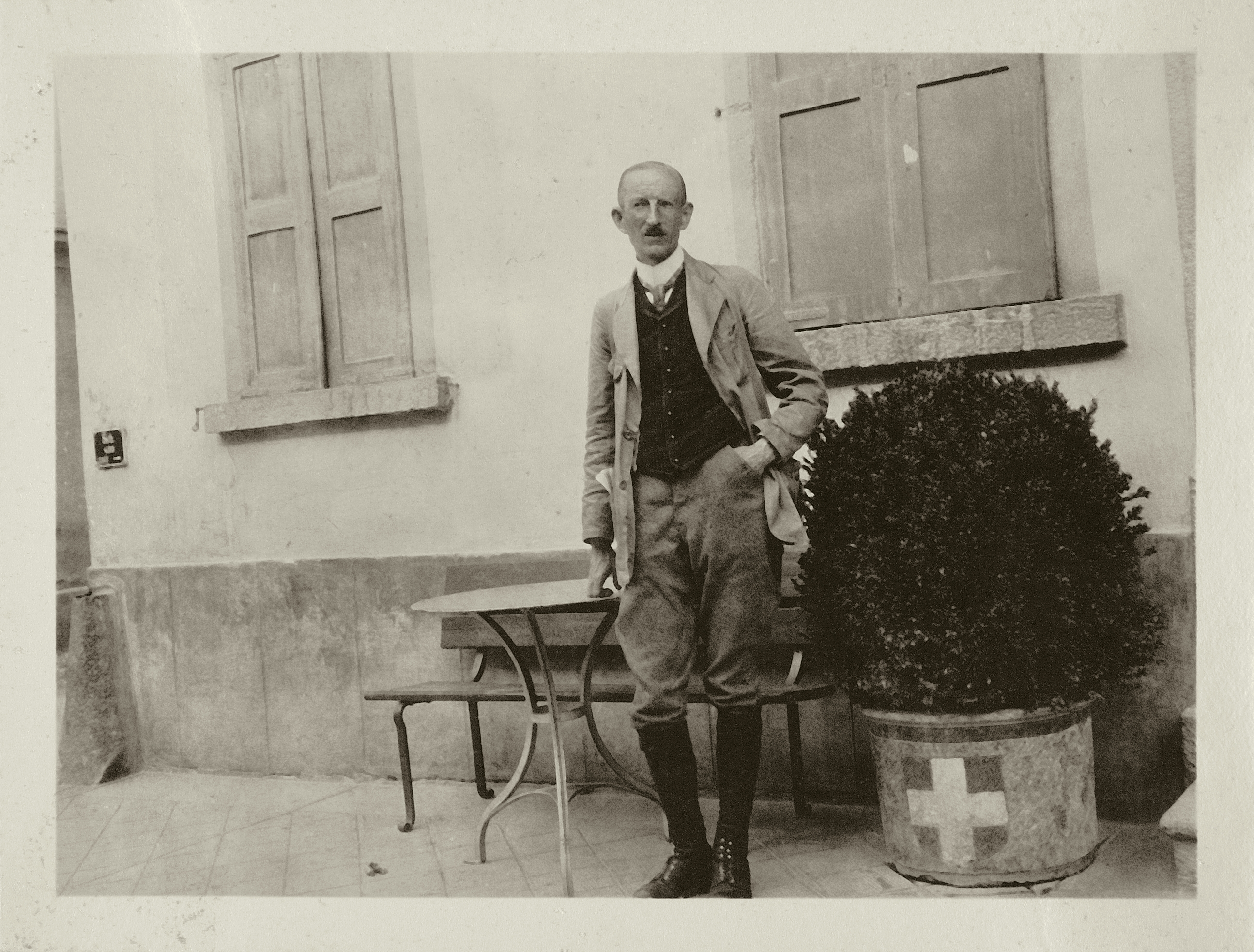
Harshberger 1923

John William Harshberger (* 1. Januar 1869 in Philadelphia, Pennsylvania; † 27. April 1929 ebenda) war ein US-amerikanischer Botaniker und Mykologe. Sein offizielles botanisches Autorenkürzel lautet „Harshb.“.
Harshberger studierte an der University of Pennsylvania und der Harvard University. 1893 wurde er an der University of Pennsylvania zum Ph.D. promoviert.
Er war ab 1911 Professor für Botanik an der University of Pennsylvania. Außerdem war er von 1913 bis 1922 am Marine Biological Laboratory in Cold Spring Harbor und 1914/15 an der Nantucket Maria Mitchell Association tätig.
1906 wurde er zum Mitglied der American Philosophical Society gewählt.

## Werke
- 1913: Phytogeographic Survey of North America.
- 1914: The Vegetation of South Florida.
- 1916: The Vegetation of the New Jersey Pine Barrens.
- 1917: Text-book of Mycology and Plant Pathology.
- 1920: Text-book of Pastoral and Agricultural Botany.